# Ludwig Emil Puttrich
Ludwig Emil (Louis) Puttrich (* 13. April 1824 in Leipzig; † 7. August 1908 ebenda) war ein sächsischer Jurist und Parlamentarier.

## Leben
Ludwig Emil Puttrich war Sohn des Generaldirektors der Brendelschen Gerichte zu Wurgwitz August Ludwig Puttrich. Von Oktober 1844 bis Februar 1848 studierte er Rechtswissenschaften an der Universität Leipzig, unterbrochen von einem zweisemestrigen Studienaufenthalt an der Ruprecht-Karls-Universität Heidelberg von Oktober 1845 bis September 1846. 1846 wurde er Mitglied des Corps Guestphalia Heidelberg. 1847 schloss er sich dem Corps Guestphalia Leipzig an. 1861 wurde er außerdem Corpsschleifenträger des Corps Misnia Leipzig. Im März 1848 legte er das juristische Examen ab und absolvierte das Referendariat von April 1848 bis März 1850 beim Ratslandgericht in Leipzig. Während dieser war er aktiv an der Demokratiebewegung in Sachsen beteiligt.
Von Mai 1850 bis August 1852 war Puttrich verpflichteter Aktuar beim Gräflich Solmschen Justizamt in Wildenfels. Nachdem im April 1851 seine Probeschriften zur Erlangung der Advokatur vom sächsischen Justizministerium akzeptiert worden waren, ließ er sich 1852 als Rechtsanwalt in Leipzig nieder. Später war er auch noch Notar.
Politisch engagierte sich Puttrich in der Arbeiterbewegung. Seit Anfang der 1870er Jahre war er Mitglied der Sozialdemokratischen Arbeiterpartei und seit Mitte der 1870er Jahre juristischer Berater des Verbandes sächsischer Berg- und Hüttenarbeiter. Trotz einer Augenoperation im Herbst 1884, in deren Folge er vollständig erblindete, setzte er die Beratungstätigkeit bis wenigstens 1889 fort. Von 1879 bis 1885 saß er als sozialdemokratischer Abgeordneter des 40. ländlichen Wahlkreises in der Zweiten Kammer des Sächsischen Landtags.